# 格哈德·希默尔
格哈德·希默尔（德語：Gerhard Himmel，1965年4月26日—），德国男子摔跤运动员。他曾代表西德参加1988年夏季奥林匹克运动会摔跤比赛，获得男子古典式100公斤级银牌。